# Steffan Pino
Steffan Patricio Pino Briceño (ur. 26 lutego 1994 w Santiago) – chilijski piłkarz występujący na pozycji napastnika, od 2023 roku zawodnik Deportes Iquique.